# Batman/Aliens II
Batman/Aliens II est un comic américain en trois numéros co-édité par DC Comics et Dark Horse Comics entre février et mai 2003. Il est écrit par Ian Edginton et dessiné Staz Johnson. Il est la suite de la mini-série de 1997.

## Personnages
- Batman

## Éditions
- 2011 : Batman Alien II (Soleil Productions, collection Soleil US Comics) : première édition française (ISBN 978-2-302-01531-9)[2].